# الشريج (العدين)

تعديل مصدري - تعديل

الشريج هي إحدى قرى عزلة بني زهير بمديرية العدين التابعة لمحافظة إب، بلغ تعداد سكانها 702 نسمة حسب تعداد اليمن لعام 2004.